# Russian Chemical Reviews
Russian Chemical Reviews (russisch Успехи химии) ist eine seit 1932 erscheinende russische Chemiezeitschrift.
Der Impact Factor lag im Jahr 2020 bei 6,926. Nach der Statistik des Web of Knowledge wird das Journal mit diesem Impact Factor in der Kategorie multidisziplinäre Chemie an 36. Stelle von 178 Zeitschriften geführt.